# 赵启正
赵启正（1940年1月—），河北遵化人，生于北京市，中国科学技术大学核物理专业毕业，高级工程师，中华人民共和国官员。1979年5月加入中国共产党；是中共第十六届中央委员。曾任第十一届全国政协委常委、外事委员会主任，国务院新闻办公室主任，浦东新区管委会的首任负责人。现任南开大学滨海开发研究院院长、中国人民大学新闻学院院长、博士生导师。

## 生平
祖籍河北遵化，1940年1月，赵启正出生在北平市。赵启正的父母都是南开大学的物理学教授。他在南开大学校园里长大，后来考上了南开中学。1958年，他考入中国科学技术大学近代物理系。毕业后，被分配到任核工业部第二研究设计院任技术员；1975年，进入航天部上海广播器材厂，历任车间副主任、设计科副科长、副厂长。1984年5月，出任上海市工业工作委员会党委副书记，开始从政。
此后一直在上海党政部门担任要职；历任市委组织部副部长，市委常委、组织部部长，副市长。1990年4月，国务院批准上海浦东开发计划，出任浦东新区筹委会主任；1993年1月起，担任浦东新区管理委员会首任负责人。
1998年1月调入中央，任中央对外宣传办公室副主任、国务院新闻办公室副主任。当年3月，在朱镕基出任总理后，赵启正被任命为国务院新闻办公室主任，被誉为“中国政府公关总管”。 2005年8月，因年龄到限，离职；同时，被增补为第十届全国政协委员、外事委员会副主任；2008年3月，当选十一届全国政协常委、外事委员会主任；并一直担任十一届全国政协大会新闻发言人。
2005年11月19日接受中国人民大学的聘书，出任该校新闻学院院长。
2008年任南开大学滨海开发研究院院长。2012年受聘为华东师范大学兼职教授。
2012年3月，全国政协新闻发言人赵启正称外媒对“王立军事件”进行拼图式报道和靠想象绘制，这些"拼图"都是不准确的，甚至是荒唐的，并指“王立军事件”为一个孤立的事件。

## 著作
- 《向世界说明中国：赵启正演讲谈话录》
- 《向世界说明中国（续）：赵启正的沟通艺术》
- 《中国人眼中的美国和美国人》
- 《江边对话》（合著）
- 《浦东逻辑：浦东开发和经济全球化》
- 《浦东奇迹》
- 《在同一世界：面对外国人101题》